# Duck Butter
Pour plus de détails, voir Fiche technique et Distribution.
Duck Butter (littéralement : Beurre de canard) est un film américain réalisé par Miguel Arteta, sorti en 2018,,.

## Synopsis
Déçues par la fausseté des relations sentimentales, deux jeunes femmes imaginent une expérience sexuelle et amoureuse, celle de passer 24 heures ensemble. L'horloge tourne. L'honnêteté s'épuise.

## Fiche technique
- Titre original : Duck Butter
- Réalisation : Miguel Arteta
- Scénario : Miguel Arteta, Alia Shawkat
- Photographie :
- Montage : Christopher Donlon
- Musique : Kaitlyn Aurelia Smith
- Production : Mel Eslyn, Natalie Qasabian
- Sociétés de production : Duplass Brothers Productions
- Sociétés de distribution :
- Pays d'origine :  États-Unis
- Langue originale : anglais
- Lieu de tournage :
- Format : couleur
- Genre : Comédie dramatique, romance saphique
- Durée : 93 minutes
- Dates de sortie :
  - États-Unis :
    - 20 avril 2018 au Festival du film de Tribeca
    - 27 avril 2018

## Distribution
- Alia Shawkat : Naima
- Laia Costa : Sergio
- Mae Whitman : Ellen
- Hong Chau : Glow
- Kumail Nanjiani : Jake
- Mark Duplass : lui-même
- Jay Duplass : lui-même
- Kate Berlant : Kathy
- Lindsay Burdge : Kate
- Andrew Y. Byrd : Andrea
- Jibz Cameron : Jess
- Deborah Adair (en) : la voisine agée
- LaDonna Adams : Oil Can Harrys Background
- Dolores Castelano : Oil Can Harrys Background
- Marguerite Carter : Oil Can Harry's MC
- Cassandra Borges : El Cid Background
- Chelsea Choi : El Cid Background